# Rów Acheński
Rów Acheński – rodzaj przeszkody jeździeckiej. Rów jako przeszkodę wprowadzono po raz pierwszy na jeździeckich konkursach akwizgrańskich w roku 1925. Nazwa tego rodzaju przeszkody pochodzi od niemieckiej nazwy Akwizgranu – "Aachen".